# Francesco Bruni (Schauspieler)
Francesco Bruni (* 1996 in Florenz, Toskana) ist ein italienischer Schauspieler.

## Leben
Bruni wurde 1996 in Florenz geboren. Ab 2016 wirkte er in verschiedenen Theaterstücken, meistens unter der Regie von Claudio Insegno, mit. Seine erste größere Filmrolle erhielt er 2018 als Matteo Proietti im Film Amici come prima. Es folgten in den nächsten Jahren Rollen in den Spielfilmproduktionen Sono solo fantasmi, In vacanza su Marte sowie Chi ha incastrato Babbo Natale? 2022 spielte er die Rolle des Raniero im Film Zwei wie Pech und Schwefel. 2023 spielte er die größere Rolle des Nicola im Film I limoni d'inverno.

## Filmografie (Auswahl)
- 2018: Amici come prima
- 2019: Sono solo fantasmi
- 2020: In vacanza su Marte
- 2021: Chi ha incastrato Babbo Natale?
- 2022: Zwei wie Pech und Schwefel (Altrimenti ci arrabbiamo)
- 2023: I limoni d'inverno

## Theater (Auswahl)
- 2016: Il primo bacio, Regie: Renato Giordano, TeatroTor di Nona
- 2017: Finché morte non ci sipario, Regie: Claudio Insegno
- 2018: Questo sogno, Regie: Davide Lepore
- 2018: Nel bel mezzo di un gelido inverno, Regie: Claudio Insegno